# Conilhac-Corbières
Conilhac-Corbières é uma comuna francesa na região administrativa de Occitânia, no departamento de Aude. Estende-se por uma área de 12,18 km². Em 2010 a comuna tinha 929 habitantes (densidade: 76,3 hab./km²).